# Frenatura

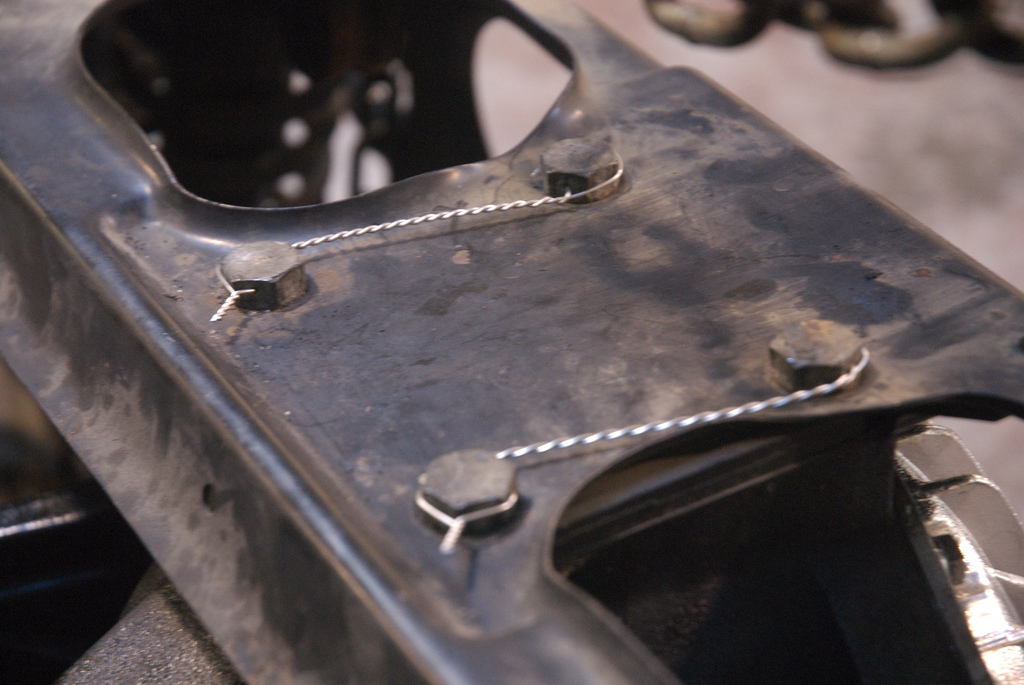
Frenatura tra due coppie di bulloni

La frenatura (in inglese safety wiring o locking-wiring) è una tecnica di ancoraggio di un dispositivo di fissaggio che contrasta le forze, generate da vibrazioni o altro tipo di sollecitazioni, che tendono a farlo allentare o cedere.
La frenatura è realizzata tramite un cavo, disponibile in diverse varietà di calibri e materiali, a seconda della loro applicazione. In ambito aeronautico e da corsa, viene utilizzato filo di acciaio inossidabile.
Tipicamente il cavo di frenatura viene fatto passare attraverso un foro praticato nel dispositivo di fissaggio o parte di esso, come ad esempio la testa di un bullone, quindi torto in direzione opposta a quella di rimozione del dispositivo e quindi fatto passare attraverso un secondo dispositivo di fissaggio o di parte di esso ed infine ritorto di nuovo.